# Rodopi (gemeente)
Rodopi (Bulgaars: Община Родопи) is een gemeente in de oblast Plovdiv. De gemeente heeft een oppervlakte van 523,73 km² en telde op 31 december 2019 zo’n 30.228 inwoners. Binnen de administratieve grenzen van de gemeente vallen 21 dorpen.

## Geografie
De gemeente ligt in het zuidwestelijke deel van de oblast Plovdiv. Met een oppervlakte van 523,729 km² is het de op drie na grootste gemeente van Plovdiv en omvat 8,74% van het totale oppervlakte van de oblast. Rodopi grenst aan de volgende gemeenten:
- in het westen: gemeente Bratsigovo, gemeente Kritsjim, gemeente Perushtitsa, gemeente Stambolijski en gemeente Pazardzjik;
- in het noorden: gemeente Saedinenie, gemeente Maritsa en gemeente Plovdiv;
- in het oosten: de gemeente Sadovo, de gemeente Asenovgrad en de gemeente Koeklen;
- in het zuiden: gemeente Tsjepelare, oblast Smoljan;
- in het zuidwesten: gemeente Devin, oblast Smoljan.

## Kernen

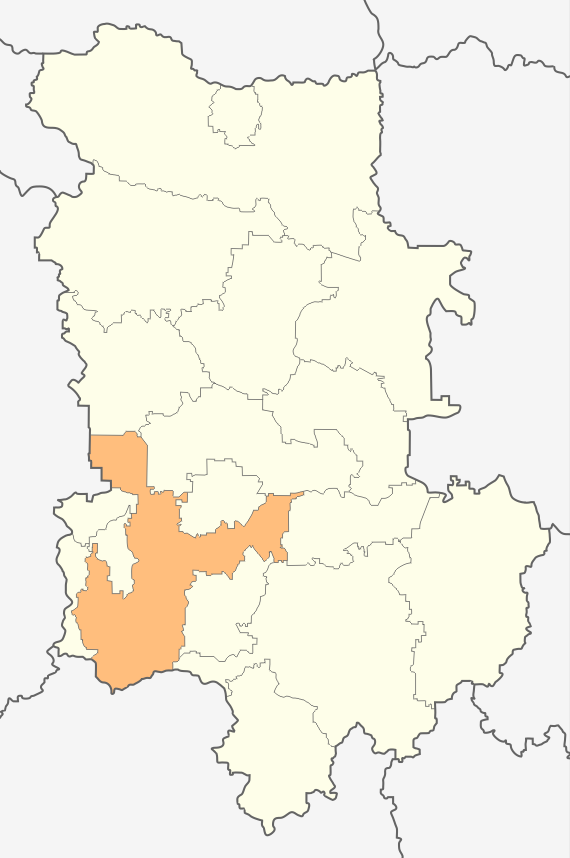
Ligging van de gemeente Rodopi in de oblast Plovdiv

De gemeente Rodopi bestaat uit de onderstaande 21 dorpen:
| - Belasjtitsa - Bojkovo - Branipole - Brestnik - Brestovitsa - Chrabrino - Dedovo | - Izvor - Jagodovo - Kadievo - Kroemovo - Lilkovo - Markovo - Oestina | - Orizari - Parvenets - Sitovo - Skobelevo - Tsalapitsa - Tsjoeren - Zlatitrap |

Asenovgrad - Brezovo - Kalojanovo - Karlovo - Chisarja - Koeklen - Kritsjim - Laki - Maritsa - Parvomaï - Peroesjtitsa - Plovdiv - Rakovski - Rodopi - Sadovo - Saedinenie - Sopot - Stamboliïski